# Maria Rohrbach
Maria Rohrbach-Wior (* 18. Juli 1929 in Münster) war Opfer eines deutschen Justizirrtums.

## Kindheit und Ehe
Maria Rohrbach hatte eine schwere Kindheit. Sie wurde von ihrem Stiefvater missbraucht und wuchs später in einer Erziehungsanstalt auf. Vom damaligen Heimleiter wurde sie als „aggressiv und unehrlich“ beschrieben. Später arbeitete sie als Hausmädchen. Da sie bei ihrer Tätigkeit einige Diebstähle verübte, erhielt sie mehrere Vorstrafen. Im Alter von 19 Jahren arbeitete sie dann in einer Bäckerei an der Theke. Dabei lernte sie ihren späteren Ehemann den Anstreicher Hermann Rohrbach kennen, der 16 Jahre älter war als sie. Die beiden heirateten 1950. 1953 wurde Maria Rohrbach Mutter eines Knaben (Norbert). Hermann Rohrbach kann nicht der Vater sein, da er während der Naziherrschaft nach dem Gesetz zur Verhütung erbkranken Nachwuchses und wegen angeborenen Schwachsinns zwangssterilisiert wurde. Da Hermann Rohrbach zudem homosexuell war, war die Ehe für beide Partner offensichtlich eine Zweckgemeinschaft. Sie hatte verschiedene Männerbekanntschaften, die sie nicht vor Hermann verheimlichte, und auch er hatte einen Partner. Bekannte beschrieben Hermann Rohrbach als „gutmütigen Trottel“. Er musste seinen gesamten Lohn an seine Frau abliefern. Einige Monate vor dem Tod ihres Mannes lernte Maria Rohrbach den britischen Besatzungssoldaten Sergeant Donald Ryan kennen. Sie trafen sich mehrmals die Woche, wobei Ryan auch gelegentlich am Wochenende bei den Rohrbachs übernachtete.

## Erster Prozess
Am 12. April 1957 entdeckten zwei Kinder in Münster beim Spielen den im Wasser schwimmenden Unterkörper einer männlichen Leiche. Stunden zuvor hatte ein Gärtner den dazugehörigen Oberkörper im flussaufwärts gelegenen Aasee gefunden. Die Teile – es fehlten noch der Kopf und die Beine – gehörten zu einem etwa 40 Jahre alten Mann, der offensichtlich getötet und anschließend zersägt worden war. Wie die späteren Ermittlungen ergaben, handelte es sich bei der Leiche um Hermann Rohrbach aus Münster.
Die Ermittlungsbehörden und das gesamte Umfeld von Rohrbach legten sich in einer Art Vorverurteilung schnell auf Rohrbachs Frau Maria als Täterin fest.
Trotz intensiver polizeilicher Verhöre legte Maria Rohrbach kein Geständnis ab, sondern beteuerte stets ihre Unschuld. Da die Ermittlungsbehörden fest davon ausgingen, mit Maria Rohrbach die Mörderin gefasst zu haben, bauten sie die Anklage vor dem Landgericht Münster auf Indizien auf.
Eine Schlüsselrolle spielten in dem Indizienprozess der fehlende Kopf des Opfers und das Gift Thallium. Die Staatsanwaltschaft ging davon aus, dass Maria Rohrbach ihren Mann über einen längeren Zeitraum systematisch mit Thallium vergiftet, am 11. April 1957 letztlich ermordet und dann zerstückelt habe. Das Thallium stamme aus dem Rattengift Celiopaste, das die Angeklagte ihrem Mann in Malvenblütentee verabreicht habe. Die These des Malvenblütentees wurde aufgestellt, da Celiopaste aus Sicherheitsgründen mit einem intensiven tiefblauen Farbstoff versehen ist und dieser Tee das zur damaligen Zeit einzige Nahrungsmittel war, das von Natur aus eine ähnliche Farbe hat. In der Rohrbachschen Wohnung wurden jedoch weder das damals nur per Unterschrift in Drogerien erhältliche Celiopaste noch der Malvenblütentee gefunden. Der Münchner Chemiker Walter Specht, der als Gutachter in diesem Prozess auftrat und dafür die Summe von 3500 DM erhielt, fand bei Analysen in Hermann Rohrbachs Torso und in dem Kaminrohr der Wohnung erhebliche Mengen von Thallium. Daraus wurde geschlossen, dass Maria Rohrbach den Kopf ihres Gatten nach der Zerteilung des Körpers im heimischen Ofen verbrannt habe.
Zahlreiche entlastende oder den vermeintlichen Tatvorwurf zumindest in Frage stellende Indizien, Schlüsse und Berechnungen wurden in den Ermittlungen, in der Verhandlung oder beim Urteil nicht berücksichtigt:
- Gutachter Specht war nicht geläufig, dass in jedem Herdruß Thallium enthalten ist. (In der späteren Wiederaufnahmebegründung wurde sogar eine thalliumhaltige Probe aus Spechts Kamin angeführt).
- Bei der vom Gutachter Specht in den Proben angeblich gefundenen Menge an Thallium hätte der Tote kurz vor seinem Tode insgesamt zwei Tuben Celiopaste zu je 250 Gramm aufgenommen haben müssen, um die behauptete Dosis im gesamten Körper zu finden. Eine Tube wäre bereits letal wirkend gewesen.
- Am Leichnam wurden keine notwendigen Symptome einer monatelangen Vergiftung mit Thallium festgestellt.
- Echter Malvenblütentee war selten käuflich erhältlich. Die im Verdauungstrakt des Toten gefundenen Sternhaare wiesen zudem nicht auf Malven und insbesondere Malvenblüten hin, sondern kommen auch bei zahlreichen anderen Pflanzen vor. Weitere typische Malvenrückstände hätten gefunden werden müssen.
- In der Wohnung gefundene Blutreste wurden – für spätere Sachverständige eindeutig erkennbar – zusammen mit Farbresten von den Dielen der Wohnung gekratzt und zur Begutachtung eingeschickt. Die durch die Farbreste in die Proben eingebrachten Schwermetallrückstände veranlassten Gutachter Specht zu der Behauptung, dass es sich um angebliches „Malerblut“ handele, das somit von dem Toten stammen müsse, der Anstreicher war und in dessen Blut sich infolge seiner Tätigkeit die Schwermetalle angereichert hätten.
- Der Darminhalt des Toten wies auf einen späteren Todeszeitpunkt hin als jener, auf den sich Gericht und Ermittlungsbehörden festlegten. Rohrbach hatte kurz vor dem angenommenen Todeszeitpunkt Linsen gegessen, von denen sich aber keine Rückstände im Körper fanden, obwohl sie üblicherweise 24 Stunden nach Verzehr in den Verdauungsorganen zu finden sind. Allerdings wurden Spuren von teurem Trüffel gefunden, der nicht im kärglichen Haushalt der Rohrbachs verwendet wurde. Hermann Rohrbach wurde also nicht nur später als behauptet ermordet, sondern musste auch später noch einmal fürstlich auswärts gegessen haben.
- Die später aufgefundenen Beine des Leichnams wiesen Spuren auf, die darauf hindeuteten, dass sie erst ins Wasser gerieten, als Maria Rohrbach bereits von der Polizei als Tatverdächtige verhört wurde.
- In der kleinen Zwei-Zimmer-Wohnung der Rohrbachs wurden keine Beweise und noch nicht einmal Indizien auf die angeblich dort vorgenommene Tötung, Zerteilung und Lagerung des Leichnams gefunden. Eine Dachschräge wurde vom Vorsitzenden Richter Georg Heukamp in der Urteilsbegründung als mögliches Leichnamlager identifiziert, obwohl sie von der Kriminalpolizei lediglich staubig vorgefunden wurde.
- Drei Wochen vor Hermann Rohrbach war die Leiche seines Intimfreundes Erich Böhle ebenfalls ohne Kopf aus dem Kanal geborgen worden. Die Polizei nahm einen Unfall mit einer Schiffsschraube an und nach dem Auffinden von Rohrbach wurden keine erneuten Ermittlungen veranlasst, die für beide Fälle relevant gewesen wären.[4]
- In der Urteilsbegründung wurden Aussagen eines weiteren Sachverständigen verändert, was zum Nachteil der Angeklagten war.

Neben der unzureichenden Indizienlage schrie der Vorsitzende Richter Heukamp die Angeklagte bereits während des Prozesses an: „Ich lasse mich doch von Ihnen nicht verarschen“ und unterstellte der Angeklagten, dass sie nur schweige, um „sich nicht durch Widersprüche zu belasten“, und schloss so von vornherein die Unschuldsvermutung für die Angeklagte aus.
Am 18. April 1958 wurde Maria Rohrbach vom Schwurgericht wegen Mordes zu lebenslangem Zuchthaus verurteilt. Die Vollstreckung der Strafe erfolgte in der Frauenstrafanstalt Anrath.

## Wiederaufnahmeverfahren
Im ungewöhnlich heißen und trockenen Sommer 1959 tauchte der Schädel des Ermordeten – von dem man angenommen hatte, er sei verbrannt worden – in einem ausgetrockneten Tümpel (einem ehemaligen Bombentrichter) auf.
Am 3. Mai 1961 begann ein Wiederaufnahmeverfahren. Im Verlauf dieses Verfahrens wurden unter anderem von Heinrich Kaiser erhebliche Fehler bei der Durchführung der Gutachten des Chemikers Walter Specht aufgedeckt. Speziell bei der Analyse zum Nachweis der angeblichen Thallium-Vergiftung wurden haarsträubende methodische Mängel nachgewiesen. Am 30. Juni 1961 wurde Maria Rohrbach schließlich von einem Schwurgericht im Landgericht Münster wegen Mangel an Beweisen freigesprochen. In diesem Verfahren wurde lediglich festgestellt, dass Maria Rohrbach ihren Mann nicht mit Rattengift umgebracht haben konnte.
Nach Aussage des zuständigen Landgerichtsdirektors Kösters war es dem Gericht nicht möglich, Rohrbach „wegen erwiesener Unschuld freizusprechen“, so dass „ein erheblicher Tatverdacht an ihr hängenbleibt“. Aus diesem Grund erhielt sie für die verbüßte Haftstrafe von vier Jahren und zwei Monaten auch keine Haftentschädigung, da diese, so Kösters, „nur völlig Unschuldigen gewährt werden könne“.

## Folgen der „Rohrbach-Prozesse“
Der Mörder von Hermann Rohrbach wurde nicht ermittelt.

### Leben von Maria Rohrbach nach dem Freispruch
Nach dem Freispruch im Wiederaufnahmeverfahren bekam Maria Rohrbach eine neue Identität und zog zunächst nach England. Später kam sie zurück nach Deutschland und lebte in einer süddeutschen Kleinstadt. Anschließend zog sie nach Krefeld und arbeitete dort als Serviererin. Am 28. September 1963 heiratete sie den kaufmännischen Angestellten Karl S. Aus der Ehe ging eine gemeinsame Tochter hervor. Bereits 1964 scheiterte diese Verbindung, und nach schweren ehelichen Auseinandersetzungen erstattete ihr zweiter Mann Strafanzeige gegen seine Frau. In jenem Jahr wäre es aufgrund der Anschuldigungen von St. fast zu einem dritten Mordprozess gegen Maria Rohrbach gekommen. St. beschuldigte Maria Rohrbach des Mordversuchs an ihm. Außerdem habe sie ihm den Mord an ihrem ersten Mann gestanden. Diese Aussage wurde von der Oberstaatsanwaltschaft in Münster als „nicht glaubwürdige Aussage“ gewertet.

### Sonstiges
Der damalige bayerische Justizminister Albrecht Haas beauftragte im Anschluss an den Freispruch seine Generalstaatsanwälte, rechtskräftig abgeschlossene Verfahren zu überprüfen, in denen das Urteil auf Gutachten von Specht und seinem Angestellten Katte beruhte.
Der Vorsitzende Richter des ersten Rohrbach-Prozesses, Georg Heukamp, wurde ab Sommer 1961 vom Vorsitz seiner Strafkammer zur Befassung mit Handelsrecht versetzt.
Die Prozesse um Maria Rohrbach wurden in mehreren Fernsehdokumentationen (ARD und ZDF) verfilmt. Außerdem dienten sie als Vorlage für eine Doppelfolge der DDR-Fernsehspielreihe: „Kriminalfälle ohne Beispiel“ mit dem Titel „Anatomie eines Justizmordes“ (26. August 1967).
In der in Münster spielenden Tatort-Folge Mörderspiele aus dem Jahr 2004 wird explizit auf den Rohrbach-Fall Bezug genommen.
In der TV-Miniserie „Ferdinand von Schirach – Glauben“ (2021) über den Wormser Justizskandal der 1990er Jahre erwähnt der Strafverteidiger im Gespräch den Fall Rohrbach als Beispiel für fehlerhafte Gutachten. Er stellt dabei die Behauptung auf, der Mann sei durch einen Unfall ums Leben gekommen.